# Vito Santangelo
Vito Santangelo, spesso accreditato come Vitu Santangilu (Paternò, 12 agosto 1938 – Paternò, 15 maggio 2014), è stato un cantante, cantastorie e chitarrista italiano.

## Biografia
Vito Santangelo ha intrapreso la professione di cantastorie nella città di Paternò, che ha dato i natali anche ad altri notissimi cantastorie del XX secolo, tra cui Cicciu Busacca, Paolo Garofalo e Cicciu Rinzinu.
Il suo debutto avvenne nel 1951, appena tredicenne, proprio in compagnia degli altri cantastorie suoi concittadini e grazie alle collaborazioni con Paolo Garofalo si inserì nell'ambiente dei cantastorie siciliani.
Nel 1958, a Gonzaga, la giuria dell'AICA (Associazione Italiana Cantastorie Ambulanti) conferì a Santangelo il primo premio nella seconda edizione del concorso "Trovatore d'Italia", per la storia de La madre assassina. Vinse anche l'edizione del 1964.
In quegli anni pone anche l'incontro con Ignazio Buttitta di cui rimane indimenticabile la messa in scena de La vera storia di Salvatore Giuliano.
L'inesorabile declino di popolarità della figura del cantastorie, iniziata dalla fine degli anni '70, fu causato dalla diffusione della televisione quale mezzo di comunicazione di massa. Malgrado costoro fossero gli ultimi cantori di una tradizione millenaria, ai diversi cantastorie siciliani non rimase altro, quindi, che relegare la propria arte poetica negli spazi assai ridotti concessi dagli ambienti culturali contemporanei. Negli ultimi anni, però, fortunatamente si assiste ad una rivalutazione di queste figure artistiche.

## Discografia parziale
- La madre assassina
- La vera storia di Salvatore Giuliano
- La guerra di l'autisti